# St. Rabanus Maurus (Mainz)

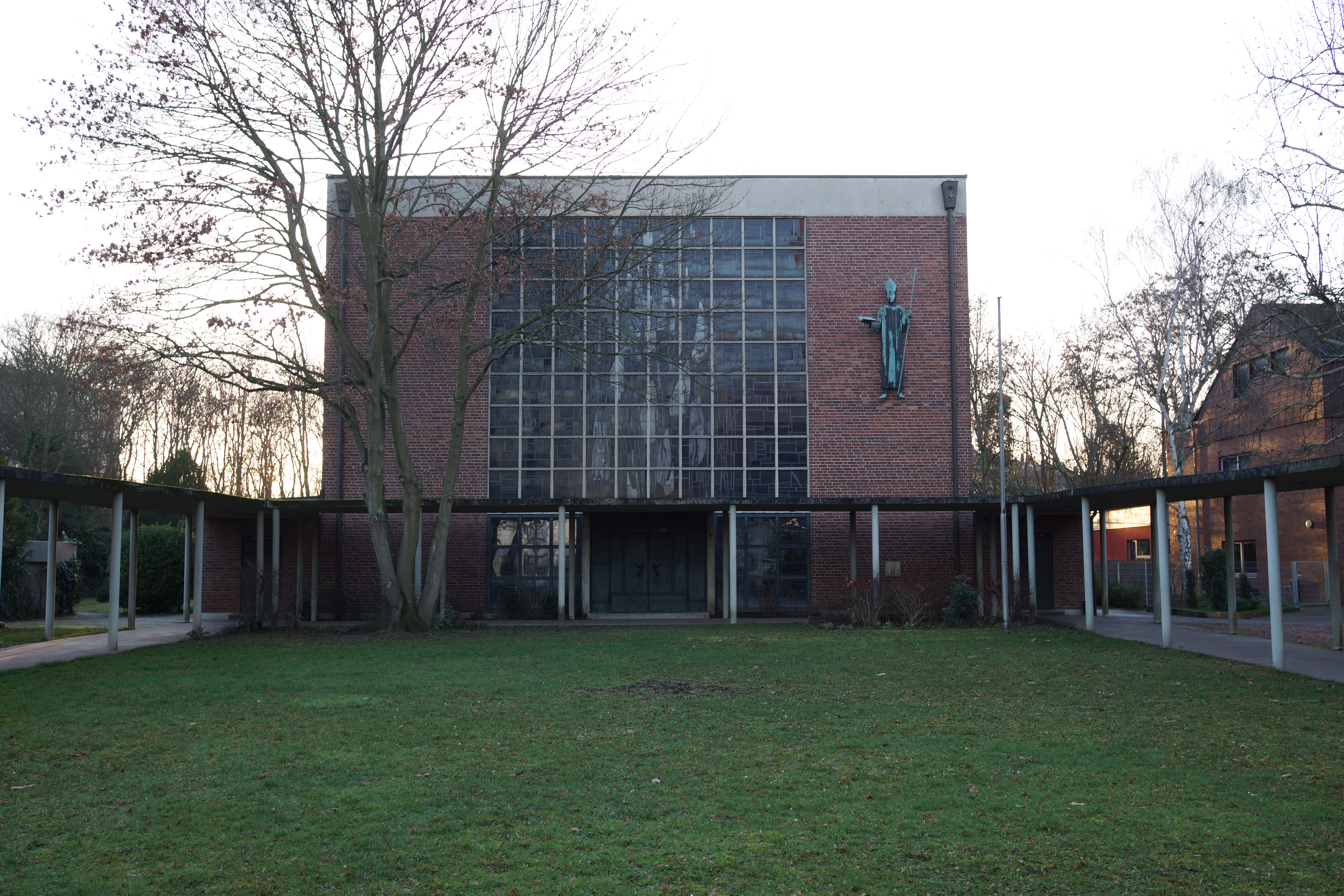
St. Rabanus Maurus mit Paradiesgarten

St. Rabanus Maurus ist eine dem Mainzer Erzbischof Rabanus Maurus geweihte, katholische Kirche im Mainzer Ortsteil Hartenberg. Zusammen mit der Pfarrei St. Johannes Evangelist im Münchfeld ist sie eines von zwei Gotteshäusern der Pfarrgemeinde Don Bosco.

## Geschichte
Aufgrund der Festungssituation entstand das Neubaugebiet des Hartenberges erst in den 1960er Jahren, als die Oblaten der Makellosen Jungfrau Maria hier einen Platz für die neue Niederlassung ihres Provinzialhauses suchten. Infolgedessen erwarb das Bistum Mainz das Grundstück zur Errichtung eines Klosters und einer Kirche, der Orden sollte im Anschluss die religiösen Dienste übernehmen. Der Bischof von Mainz Hermann Volk errichtete mit Wirkung vom 1. Januar 1963 die katholische Pfarrkuratie St. Rabanus Maurus. Der Gießener Architekt und Diözesanbaurat Karl Josef Dicke entwarf die Pläne für die Kirche. Am 23. August 1964 legte Generalvikar Ludwig Haenlein den Grundstein für St. Rabanus Maurus. Kurz vor Pfingsten 1965 wurde die moderne Kirche von Bischof Hermann Volk feierlich eingeweiht.

## Bau und Ausstattung
Die Kirche wurde nach nur einjähriger Bauzeit fertiggestellt. Sie besteht aus einem einfach gestalteten großen Hallenbau ohne Seitenschiffe, dem sich nach hinten die Räume der Sakristei anschließen. Der Innenraum wurde bei Umbauarbeiten in den Jahren 1973 bis 1976 umgestaltet. Der Altarraum wurde dabei baulich näher an das Kirchenschiff herangerückt, um die Gemeinde mehr in den Gottesdienst einzubeziehen. Gleichzeitig wurden Altar, Tabernakel und Ambo neu gestaltet. Vor dem Haupteingang der Kirche umschließt ein Portikus eine große Rasenfläche und verbindet die Kirche mit dem auf der anderen Seite des Portikus isoloert stehenden Glockenturm. Eine überlebensgroße Figur des Namensgebers aus Bronze ist rechts neben dem Haupteingang an der Außenfassade angebracht.
Die Kirchenfenster wurden von dem Künstler Alois Plum gestaltet. Im Bildprogramm nimmt sich das große Rückwandfenster den Themen Pfingsten und der Geistsendung an. Beidseits des Altars werden in mehreren Fenstern die Verkündigung durch das Wort, Acker fallenden Samen, die vier Evangelisten Markus, Matthäus, Lukas und Johannes sowie Trauben, Ähren, der Kelch, das Brot und der Wein des Abendmahls. Die Laterne wurde zu einem späteren Zeitpunkt ebenso wie die unteren kleineren Fenster mit einer Buntverglasung ausgestattet. Hier wird als Bildprogramm der Pfingsthymnus Veni creator spiritus aufgenommen, welcher dem Kirchenpatron Rabanus Maurus zugeschrieben wird. Der Kreuzweg wurde von dem Künstler-Geschwisterpaar Dehnen aus Höhr-Grenzhausen 1981 angebracht.

## Orgel
Die Hofbauer-Orgel wurde im Jahr 1965 als Orgelbausatz („Varia-Orgel“) aufgebaut. Das Instrument hat mechanische Schleifladen und verfügt über 13 Register, die sich auf zwei Manuale und Pedal verteilen. Die Orgel hat folgende Disposition:
| I Hauptwerk C–g3 |       |
| Rohrgedackt      | 8′    |
| Prinzipal        | 4′    |
| Spitzflöte       | 2′    |
| Quinte           | 1 ⁄3′ |
| Mixtur III       |       |

| II Brustwerk C–g3 |        |
| Gedackt           | 8′     |
| Rohrflöte         | 4′     |
| Prinzipal         | 2′     |
| Terz              | 1 3⁄5′ |
| Regal             | 8′     |

| Pedal C–f1  |     |
| Gedacktbass | 16′ |
| Gedacktbass | 8′  |
| Choralbass  | 4′  |

- Koppeln: II/I, I/P, II/P